# ヴィゴダルツェレ
ヴィゴダルツェレ（伊: Vigodarzere）は、イタリア共和国ヴェネト州パドヴァ県にある、人口約13,000人の基礎自治体（コムーネ）。

## 地理

### 位置・広がり

#### 隣接コムーネ
隣接するコムーネは以下の通り。
- カドーネゲ
- カンポダルセゴ
- クルタローロ
- リーメナ
- パードヴァ
- サン・ジョルジョ・デッレ・ペルティケ

### 気候分類・地震分類
ヴィゴダルツェレにおけるイタリアの気候分類 (it) および度日は、zona E, 2383 GGである。
また、イタリアの地震リスク階級 (it) では、zona 3 (sismicità bassa) に分類される。

## 行政

### 分離集落
ヴィゴダルツェレには、以下の分離集落（フラツィオーネ）がある。
- Saletto, Tavo, Terraglione